# Semiocladius endocladiae
Semiocladius endocladiae är en tvåvingeart som först beskrevs av Tokunaga 1936.  Semiocladius endocladiae ingår i släktet Semiocladius och familjen fjädermyggor. Inga underarter finns listade i Catalogue of Life.